# Bembidion lugubre
Bembidion lugubre är en skalbaggsart som beskrevs av John Lawrence LeConte 1857. Bembidion lugubre ingår i släktet Bembidion och familjen jordlöpare. Inga underarter finns listade i Catalogue of Life.